# Daniel Bénédite
Pour les articles homonymes, voir Bénédite.
Daniel Bénédite (né Daniel Ungemach le 27 janvier 1912 et mort le 15 octobre 1990) est un militant socialiste et résistant français.

## Biographie
Daniel Bénédite choisit de prendre le nom de famille de sa mère après la séparation de ses parents.
Après des études à la Sorbonne, qu'il achève avec une licence de philosophie, Bénédite trouve un emploi à la préfecture de Police de Paris. Il gravit progressivement les échelons jusqu'à devenir chef de cabinet du Préfet.
Il s'engage en politique assez tôt, au sein des Jeunesses socialistes, puis de la SFIO. Il y fréquente les militants de l'aile la plus à gauche du parti, notamment René Lefeuvre et l'équipe de la revue Masses, ou encore Daniel Guérin, Michel Collinet, Raymond Abellio, Colette Audry.
Il rejoint le courant Gauche révolutionnaire, mené par Marceau Pivert, et adhère logiquement au Parti socialiste ouvrier et paysan (PSOP) créé par ce dernier après son exclusion de la SFIO en 1938.
Il est mobilisé en 1939 et sert jusqu'à l'été 1940 comme sous-officier d'artillerie.
À son retour à la vie civile, il démissionne de la préfecture de police. Il rejoint la « zone libre » et devient un des principaux collaborateur de Varian Fry, chargé de l'organisation du Comité américain de secours, qui organise le départ d'intellectuels antifascistes français, allemands ou d'autres nationalités pour les États-Unis ou d'autres destinations, la plupart du temps en passant, munis de faux papiers, par l'Espagne et le Portugal. Avec Varian Fry et son équipe il apporte ainsi son soutien - entre autres - aux écrivains allemands Heinrich Mann, Golo Mann, Walter Mehring, Hans Sahl, à l'autrichien Franz Werfel, aux français André Breton, Marc Chagall, Victor Serge, Sylvain Itkine, Jean Malaquais, aux italiens Emilio Lussu et Giuseppe Modigliani. Environ 1 200 personnes bénéficient de cette aide.
Pendant plusieurs mois, avec sa femme Theo et leur fils, ils vivent à la villa Air-Bel. Ils y cohabitent joyeusement avec André Breton, Victor Serge et leurs familles respectives, Varian Fry, Mary-Jayne Gold, Jean Gemähling dans ce qui devient alors un « phalanstère surréaliste ».
À la suite de l'arrestation et de l'expulsion de Varian Fry, fin août/début septembre 1941, Bénédite prend sa succession.
Sous surveillance des autorités de Vichy, Bénédite est plusieurs fois arrêté et interrogé, défendu par l'avocat du Comité d'action socialiste (CAS) qui n'est autre que Gaston Defferre. En juin 1942, à la suite d'une perquisition dans les locaux du CAS, Bénédite est sous le coup d'une inculpation pour atteinte à la sûreté de l'État. Menacé de travaux forcés, il est finalement relaxé mais les activités du CAS se poursuivent dès lors de façon plus discrète. Bénédite parvient cependant à détruire toutes les archives et à s'enfuir. Il s'installe alors dans le Var sous le pseudonyme de Marcel Corblet.
Il participe à la création du réseau Tartane-Masséna, et en 1943, met en place dans la forêt domaniale de Pélenc un chantier forestier qui sert de lieu de transit pour réfugiés et opposants.
C'est à cette occasion qu'il entre en contact avec des cadres de l'organisation de la résistance armée. Par leur entremise, il entre dans la clandestinité combattante au sein du réseau Franc-Tireur.
Arrêté en même temps que Josep Rebull en mai 1944, il n'est libéré qu'en août, par les FFI au sein desquels il termine la guerre, participant notamment à l'occupation de l'Allemagne.
Après la guerre, Bénédite devient journaliste à Franc-Tireur. Il participe à la création du Rassemblement démocratique révolutionnaire (RDR), mouvement éphémère qui est son dernier engagement partisan.
Actif dans les milieux de gauche et anti-colonialiste, il ne rejoint cependant aucune organisation particulière.
Il se suicide en 1990, se sachant atteint d'une maladie incurable et incapacitante

## Publications
- La Filière marseillaise. Un chemin vers la liberté sous l'Occupation, préface de David Rousset, Éditions Clancier-Guénaud, Paris, 1984.
- Un chemin vers la liberté sous l'Occupation. Du comité Varian Fry au débarquement de Méditerranée, Marseille-Provence, 1940-1944, texte présenté et annoté par J.-M. Guillon et J.-M. Guiraud, Éditions du Félin, Paris, 2017.

## Récompenses et distinctions
Daniel Bénédite est reconnu « Interné résistant ».
- Chevalier de la Légion d'honneur (1951)[3].